# Winterlandschaften der westlichen Kunst
Die Darstellung von Winterlandschaften in der westlichen Kunst beginnt im 15. Jahrhundert. Winterliche und verschneite Landschaften sind in der frühen europäischen Malerei nicht zu sehen, da die meisten Themen religiös waren. Maler bildeten daher auch allgemein keine Landschaften ab. Die ersten künstlerischen Darstellungen von Schnee sind aus dem 15. und 16. Jahrhundert.
Gemälde, die in der Hauptsache Schnee zeigen, sind meist naturgetreue oder reale Landschaftsbilder, jedoch beinhalten einige dieser Werke religiös geprägte Landschaften oder sogar Fantasielandschaften. Die meisten dieser Winterlandschaften der Kunstgeschichte sind Plein-Air-Darstellungen von Winterszenen, die mit der Beschaffenheit des grauen Winterlichts spielen, um die besondere Winteratmosphäre zu schaffen. Die Darstellung von Schnee in Europa ist besonders in der nordeuropäischen Malerei verbreitet, da der häufige Schneefall in den nordeuropäischen Ländern zum Winter gehört. Die ersten Schneedarstellungen stammen daher auch aus Nordeuropa.
Frühe europäische Maler stellten in der Regel keinen Schnee dar, da die meisten ihrer Gemälde religiösen Vorschriften entsprechen sollten.